# Championnat du monde de beach soccer 2000
Navigation
1999 2001
L'édition 2000 de la coupe du monde de beach soccer est la 6e édition de la compétition qui se déroule sur la marina da Glória à Rio de Janeiro. Le Brésil remporte son sixième titre.

## Équipes participantes
- Allemagne

- Argentine

- Brésil

- États-Unis

- Espagne

- France

- Italie

- Japon

- Pérou

- Portugal

- Uruguay

- Venezuela

## Déroulement
Les équipes sont divisées en quatre groupes de 3 équipes. Les deux premiers de chacun d'entre eux sont qualifiés pour les quarts de finale.

## Phase de groupe

### Groupe A
| Équipe    | Pts | J | V | N | D | Bp | Bc | Diff |
| --------- | --- | - | - | - | - | -- | -- | ---- |
| Brésil    | 6   | 2 | 2 | 0 | 0 | 22 | 7  | 15   |
| Italie    | 3   | 2 | 1 | 0 | 1 | 9  | 14 | -5   |
| Allemagne | 0   | 2 | 0 | 0 | 2 | 7  | 17 | -10  |

| 13 février 2000 | Brésil | 10–4 | Italie |  |  |
|                 |        |      |        |  |  |

| 14 février 2000 | Brésil | 12–3 | Allemagne |  |  |
|                 |        |      |           |  |  |

| 15 février 2000 | Italie | 5–4 | Allemagne |  |  |
|                 |        |     |           |  |  |

### Groupe B
| Équipe    | Pts | J | V | N | D | Bp | Bc | Diff |
| --------- | --- | - | - | - | - | -- | -- | ---- |
| Japon     | 6   | 2 | 2 | 0 | 0 | 7  | 6  | 1    |
| Portugal  | 3   | 2 | 1 | 0 | 1 | 8  | 6  | 2    |
| Argentine | 0   | 2 | 0 | 0 | 2 | 6  | 9  | -3   |

| 13 février 2000 | Portugal | 5–3 | Argentine |  |  |
|                 |          |     |           |  |  |

| 14 février 2000 | Japon | 5–4 (tab) | Portugal |  |  |
|                 |       |           |          |  |  |

| 15 février 2000 | Japon | 4–3 | Argentine |  |  |
|                 |       |     |           |  |  |

### Groupe C
| Équipe    | Pts | J | V | N | D | Bp | Bc | Diff |
| --------- | --- | - | - | - | - | -- | -- | ---- |
| Pérou     | 6   | 2 | 2 | 0 | 0 | 8  | 2  | 6    |
| Venezuela | 3   | 2 | 1 | 0 | 1 | 4  | 1  | 3    |
| France    | 0   | 2 | 0 | 0 | 2 | 2  | 11 | -9   |

| 13 février 2000 | Pérou | 1–0 | Venezuela |  |  |
|                 |       |     |           |  |  |

| 14 février 2000 | Pérou | 7–2 | France |  |  |
|                 |       |     |        |  |  |

| 15 février 2000 | Venezuela | 4–0 | France |  |  |
|                 |           |     |        |  |  |

### Groupe D
| Équipe     | Pts | J | V | N | D | Bp | Bc | Diff |
| ---------- | --- | - | - | - | - | -- | -- | ---- |
| Espagne    | 3   | 2 | 1 | 0 | 1 | 8  | 8  | 0    |
| États-Unis | 3   | 2 | 1 | 0 | 1 | 10 | 9  | 1    |
| Uruguay    | 3   | 2 | 1 | 0 | 1 | 8  | 9  | -1   |

| 13 février 2000 | États-Unis | 6–4 | Uruguay |  |  |
|                 |            |     |         |  |  |

| 14 février 2000 | Espagne | 5–4 | États-Unis |  |  |
|                 |         |     |            |  |  |

| 15 février 2000 | Uruguay | 4–3 | Espagne |  |  |
|                 |         |     |         |  |  |

## Phase finale

### Quarts de finale
| 16 février 2000 | Japon | 6–5 | Italie |  |  |
|                 |       |     |        |  |  |

| 16 février 2000 | Espagne | 4–3 | Venezuela |  |  |
|                 |         |     |           |  |  |

| 17 février 2000 | Pérou | 8–4 | États-Unis |  |  |
|                 |       |     |            |  |  |

| 17 février 2000 | Brésil | 6–3 | Portugal |  |  |
|                 |        |     |          |  |  |

### Demi-finales
| 18 février 2000 | Brésil | 8–4 | Espagne |  |  |
|                 |        |     |         |  |  |

| 18 février 2000 | Pérou | 5–0 | Japon |  |  |
|                 |       |     |       |  |  |

### Match pour la3eplace
| 19 février 2000 | Espagne | 6–3 | Japon |  |  |
|                 |         |     |       |  |  |

### Finale
| 20 février 2000 | Brésil | 6–2 | Pérou |  |  |
|                 |        |     |       |  |  |

## Statistiques

### Classement
| Place              | Équipe     |
| ------------------ | ---------- |
| Médaille d'or      | Brésil     |
| Médaille d'argent  | Pérou      |
| Médaille de bronze | Espagne    |
| 4                  | Japon      |
| 5                  | Venezuela  |
| 6                  | Portugal   |
| 7                  | États-Unis |
| 8                  | Italie     |
| 9                  | Uruguay    |
| 10                 | Argentine  |
| 11                 | France     |
| 12                 | Allemagne  |

### Trophées individuels
- Meilleur joueur :  Júnior
- Meilleur buteur :  Júnior (13 buts)
- Meilleur gardien :  Kato

## Source
(en) Beach Soccer World Cup 2000 sur rsssf.com